# Відновлювана енергетика Бангладеш
Відновлювана енергія в Бангладеш відноситься до використання відновлюваної енергії для виробництва електроенергії в Бангладеш. Поточна відновлювана енергія походить від біогазу, який отримується з біомаси,  гідроенергії, сонячної енергії та вітру. 

## Сонячна енергія

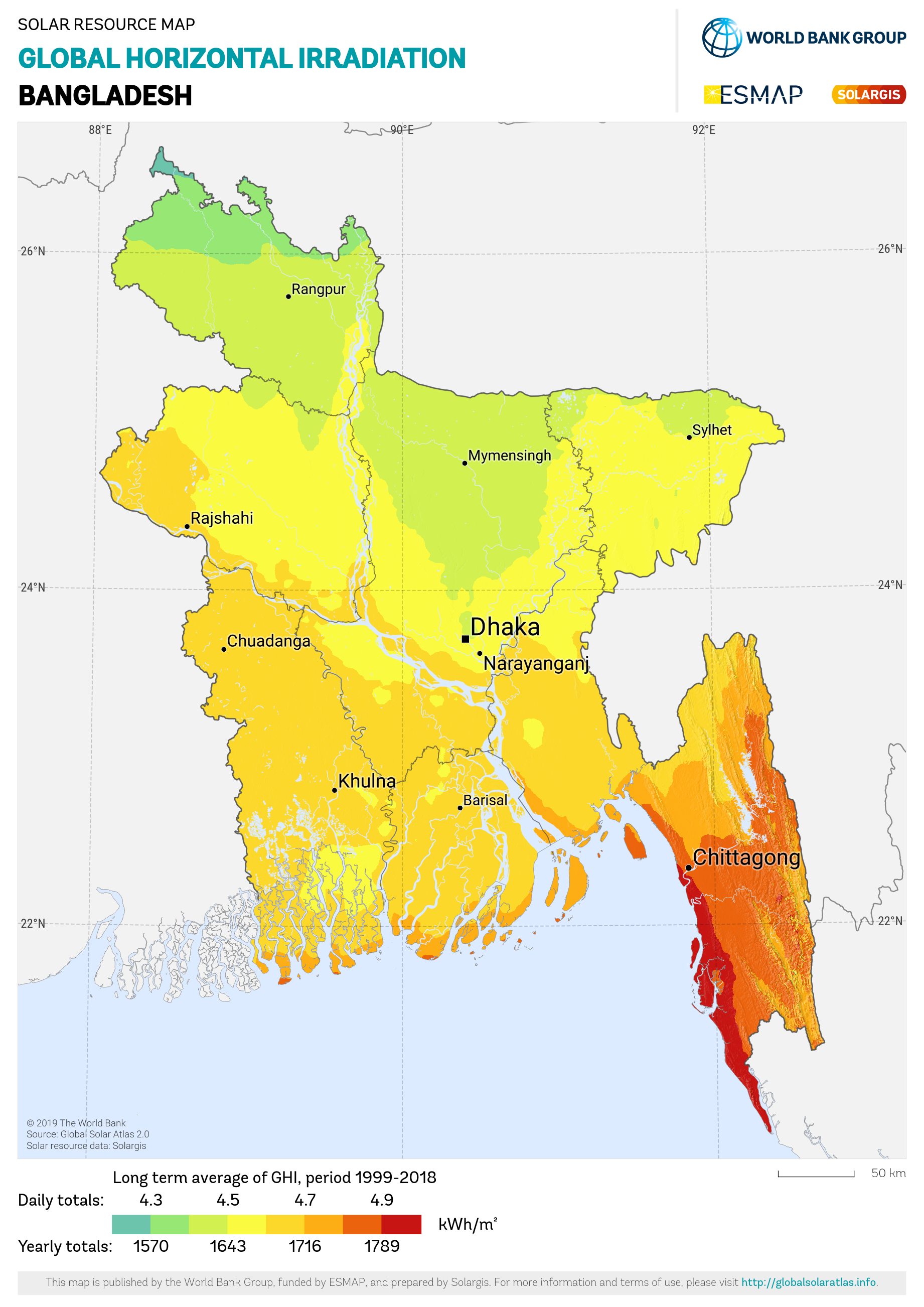
Сонячний потенціал Бангладеш

Довгострокові середні дані про сонячне світло вказують, що період яскравих сонячних годин у прибережних районах Бангладеш коливається від 3 до 11 годин на день.  Інсоляція в Бангладеш коливається від 3,8 кВт-год / м2 / добу до 6,4 кВт-год / м2 / добу в середньому 5 кВт-год / м2 / добу. Це вказує на те, що в країні є добрі перспективи для використання сонячної теплової та фотоелектричної енергії .
За оцінками, 40% населення Бангладеш не має доступу до електроенергії, уряд запровадив схему, відому як сонячні домашні системи (SHS), щоб забезпечити електроенергією домогосподарства, які не мають доступу до мережі.  Станом на кінець 2014 року програма охопила 3 мільйони домогосподарств, і, починаючи з 2009 року, щомісяця додавали понад 50 000 систем, Світовий банк назвав її «найшвидше розвивається програмою сонячних будинків у світі» .
Уряд Бангладеш працює над загальним доступом до електроенергії до 2021 року, програма SHS передбачає охоплення 6 мільйонів домогосподарств до 2017 року .

## Енергія вітру
Тривалий потік вітру, особливо на островах та в південному прибережному поясі Бангладеш, свідчить про те, що середня швидкість вітру залишається в межах від 3 до 4,5 м / с протягом місяців з березня по вересень та від 1,7 до 2,3 для решти періоду року.  В острівних та прибережних районах є хороша можливість для використання вітряних млинів для перекачування та електрифікації. Але протягом літнього та мусонного сезонів (з березня по жовтень) можуть бути райони з дуже низьким тиском, і можна очікувати штормової швидкості вітру від 200 до 300 км / год. Вітрові турбіни повинні бути достатньо сильними, щоб витримувати такі високі швидкості вітру. 

## Сила припливу та відливу
Припливи в дивізіоні Читтагонг переважно напівдобові з великими варіаціями в діапазоні, що відповідають сезонам, максимум яких відбувається під час південно-західного мусону. У 1984 році департамент машинобудування KUET зробив спробу оцінити доцільність припливної енергії в прибережних регіонах Бангладеш, особливо в Базарі Кокса та на островах Махешхалі та Кутубдія. Середній діапазон припливів був знайдений в межах 4-5 метрів, а амплітуда весняного припливу перевищує навіть 6 метрів  . З різних розрахунків передбачається, що в Базі Кокса, Махешхалі, Кутубдії та інших місцях є ряд відповідних ділянок, де можуть бути побудовані постійні басейни з насосними установками, що було б подвійною робочою схемою. 

## Хвильова енергія
Бангладеш має сприятливі умови для енергії хвиль, особливо в період з кінця березня до початку жовтня. Хвилі, що генеруються в Бенгальській затоці та в результаті південно-західного вітру, є значними.   Була зафіксована максимальна висота хвилі понад 2 метри з абсолютним максимумом 2,4 метра. Періоди хвиль варіювали від 3 до 4 секунд для хвиль близько 0,5 метра і близько 6 секунд для хвиль близько 2 метрів. 

## Відходи електричної енергії
Для того, щоб врятувати великі міста від забруднення навколишнього середовища, уряд здійснює програму поводження з відходами, а також виробництво електроенергії з твердих відходів .

## Біогаз
В Бангладеш використовуються в основному два типи біогазових установок, плаваючий купольний та нерухомий купольний. У країні також використовуються рослини мішкового типу, але рідко. 

## Геотермальна енергія
Геотермальний потенціал Бангладеш ще не визначений. Різні дослідження, проведені геологами, припустили можливі геотермальні ресурси в північно-західному та південно-східному регіонах . Серед досліджуваних районів північно-західного регіону, району Сінгра-Кучма-Богра, району вугільного басейну Барапукурія та шахти твердих порід Мадх'япара - з градієнтом температури вище 30 ° C / км і температурою донної ями понад 100 ° C . - відповідати вимогам електростанцій з бінарним циклом. Але для того, щоб дійти висновку щодо використання ресурсу життєздатним, здійсненним та економічно вигідним способом, необхідні великі дослідження.  У 2011 році приватна компанія, що базується в Дакці, Anglo MGH Energy оголосила про будівництво геотермальної станції потужністю 200 МВт , вперше подібного роду, в районі Такургаон.  Але з якихось невідомих причин цей проект так і не розпочався, і згодом не було оголошено про розвиток у цій галузі.

## Переваги відновлюваних джерел енергії в Бангладеш
Розширення потужностей в електроенергетичному секторі можна досягти економічно ефективно за допомогою варіантів чистої енергії (відновлювані джерела енергії та енергоефективність), які не тільки зменшують викиди парникових газів, але й збільшують робочі місця та покращують здоров’я людей за рахунок зменшення забруднення повітря. Згідно з доповіддю Глобального партнерства із стратегій розвитку низьких викидів (LEDS GP) та на основі детального аналізу моделювання, переваги збільшення чистої енергії в енергетичній суміші Бангладеш порівняно з «звичайним бізнесом» можуть призвести до наступних кумулятивних результатів за 2030:
- зменшити викиди парникових газів до 20%
- створити домашню зайнятість до 55 000 еквівалентних робочих місць на повний робочий день
- Потенціал для отримання додаткової електроенергії 30 ГВт [22]  за рахунок використання сонячної фотоелектричної батареї та 53 гігаватт (ГВт) [23] електричного потенціалу від усіх сонячних джерел.
- врятувати до 27 000 життів і понад 5 млрд. доларів США (420 млрд. BDT). [24]